# Duke
Duke — десятый студийный альбом британской прогрок-группы Genesis, выпущенный в США 24 марта 1980 года и в Великобритании 28 марта на лейбле Charisma Records.

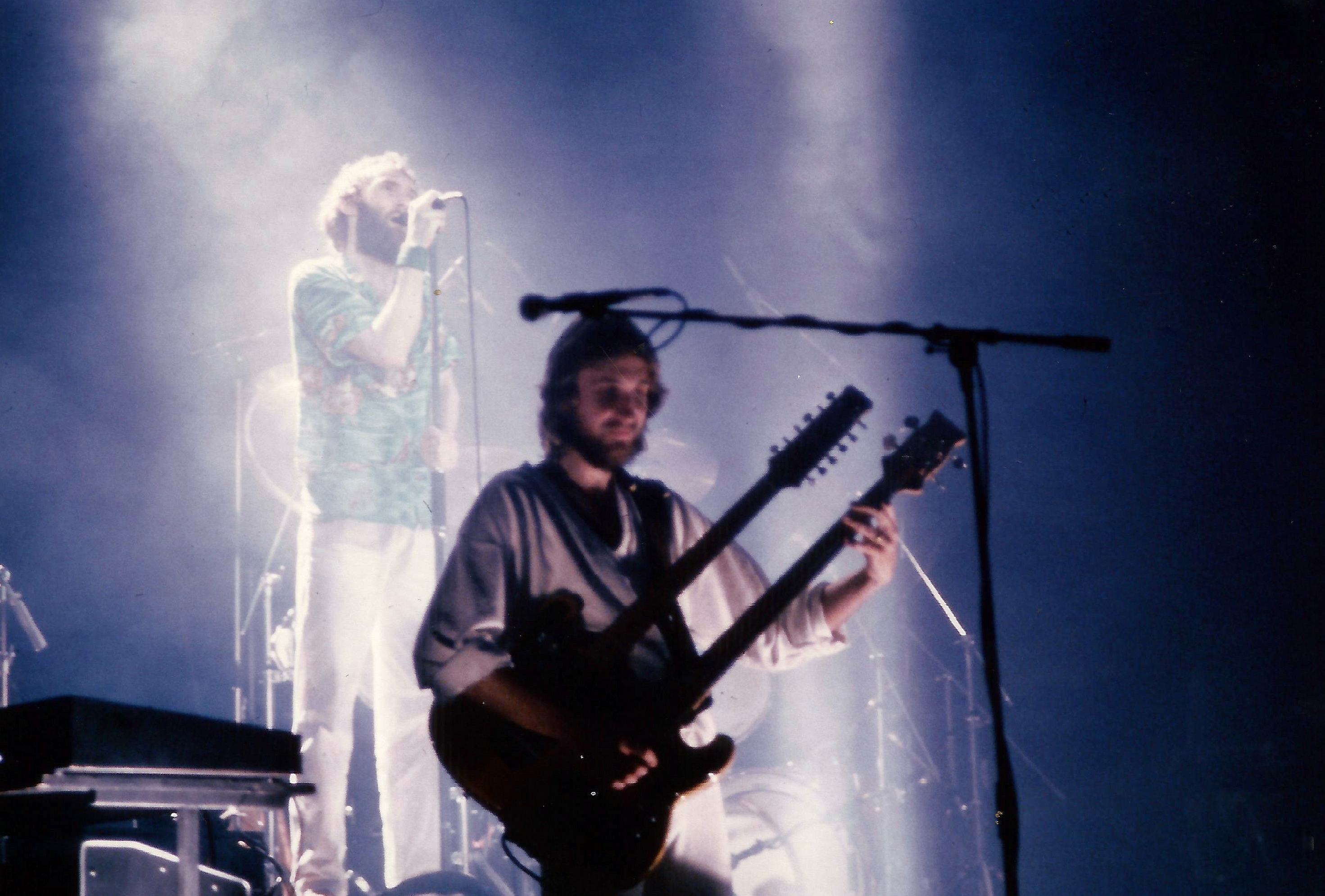
Выступление в Ливерпуле, 1980 год

Репетиции проходили у Фила Коллинза дома, который параллельно работал над своим сольным дебютом Face Value. По словам Коллинза (отсутствовавшего в большей части материала предыдущего альбома по личным причинам), он был «словно одержим Duke».
Композиции «Behind the Lines», «Duchess», «Guide Vocal», «Turn It On Again», «Duke’s Travels» и «Duke’s End» первоначально представляли собой цельное произведение под названием «Duke Suite» с центральным персонажем Альбертом, однако группа решила раздробить её, чтобы избежать сравнений с 23-минутной «Supper’s Ready» с альбома Foxtrot. Подобное упрощение отражало отход группы от сложносочинённых композиций, её стремление стать более прямолинейными и хорошо подошло к эре 80-х. На концертах Фил Коллинз объявлял «Duke Suite» как «историю об Альберте»
«Duchess» стала первой песней Genesis с использованием драм-машины.
Duke стал первым альбомом группы, достигшим первого места в британском хит-параде. В том же году Duke получил платиновый статус на родине, а в 1988 году — в США. «Misunderstanding» — первая композиция Genesis, вошедшая в американский топ-20.
В поддержку альбома был устроен тур по Британии и Северной Америке с апреля до июня 1980 года, который начался с тура с 40 концертов по Великобритании, где все 106 000 билетов были проданы в течение нескольких часов после поступления в продажу. При этом композиции «Misunderstanding» и «Turn It On Again» стали фаворитами концертных программ. Тони Бэнкс называет Duke своим любимым альбомом Genesis.

## Список композиций
| №  | Название           | Автор(ы)                                | Длительность |
| -- | ------------------ | --------------------------------------- | ------------ |
| 1. | «Behind the Lines» | Тони Бэнкс, Фил Коллинз, Майк Резерфорд | 5:31         |
| 2. | «Duchess»          | Тони Бэнкс, Фил Коллинз, Майк Резерфорд | 6:40         |
| 3. | «Guide Vocal»      | Тони Бэнкс                              | 1:18         |
| 4. | «Man of Our Times» | Майк Резерфорд                          | 5:35         |
| 5. | «Misunderstanding» | Фил Коллинз                             | 3:11         |
| 6. | «Heathaze»         | Тони Бэнкс                              | 5:00         |

| №                   | Название            | Автор(ы)                                | Длительность |
| ------------------- | ------------------- | --------------------------------------- | ------------ |
| 1.                  | «Turn It On Again»  | Тони Бэнкс, Фил Коллинз, Майк Резерфорд | 3:50         |
| 2.                  | «Alone Tonight»     | Майк Резерфорд                          | 3:54         |
| 3.                  | «Cul-de-Sac»        | Тони Бэнкс                              | 5:02         |
| 4.                  | «Please Don’t Ask»  | Фил Коллинз                             | 4:00         |
| 5.                  | «Duke’s Travels»    | Тони Бэнкс, Фил Коллинз, Майк Резерфорд | 8:41         |
| 6.                  | «Duke’s End»        | Тони Бэнкс, Фил Коллинз, Майк Резерфорд | 2:04         |
| Общая длительность: | Общая длительность: | Общая длительность:                     | 54:46        |

## Участники записи
- Фил, Коллинз — вокал, барабаны, ударные
- Майк Резерфорд — бас-гитара, гитара, бэк-вокал
- Тони Бэнкс — клавишные, меллотрон, бэк-вокал
- Дэвид Хенчель — бэк-вокал

## Хит-парады
| Хит-парад      | Наивысшая позиция |
| -------------- | ----------------- |
| Великобритания | 1                 |
| США            | 11                |
| Австрия        | 14                |
| Германия       | 2                 |
| Норвегия       | 4                 |
| Швеция         | 9                 |

| Хит-парад (1980)                   | Позиция |
| ---------------------------------- | ------- |
| Великобритания (Gallup Poll)       | 8       |
| Канада (RPM Year-End)              | 5       |
| США (Billboard Top Popular Albums) | 44      |

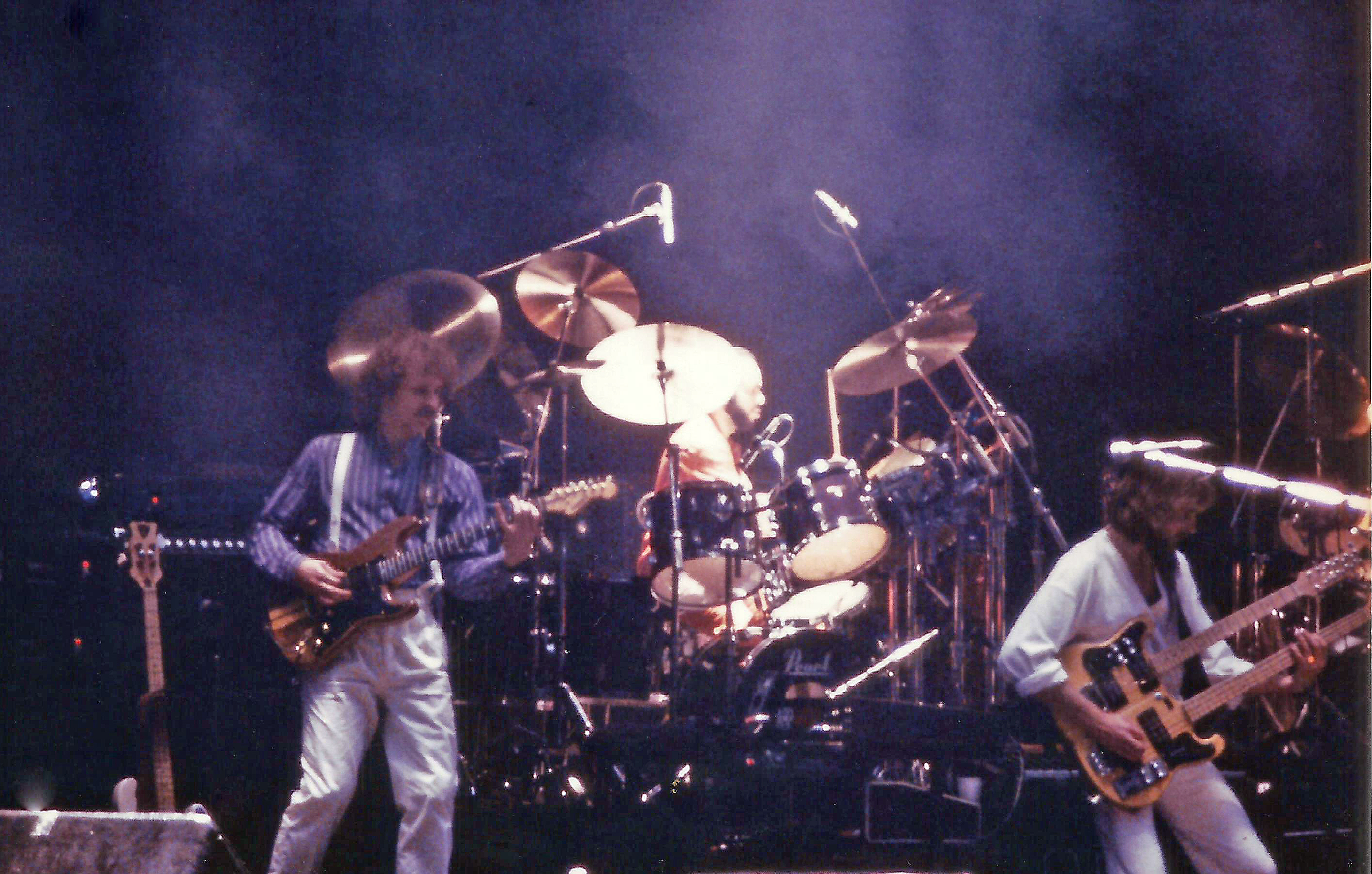
Liverpool Empire, 1980 год

Альбом стал платиновым в Великобритании и в США.